# Luis és a Zűrlények
A Luis és a Zűrlények (eredeti cím: Luis and the Aliens) 2018-ban bemutatott német számítógépes animációs sci-fi-vígjáték, amelyet Christoph és Wolfgang Lauenstein fivérek írtak és rendeztek, társrendezője pedig Sean McCormack. A filmet 2018. március 2-án mutatták be a Luxembourg City Filmfesztiválon, Németországban 2018. május 24-én, az Egyesült Királyságban 2018. augusztus 24-én és Magyarországon 2018. augusztus 9-én került a mozikba.
A film egy 11 éves fiúról szól, aki összebarátkozik három földönkívülivel, miután azok űrhajójukkal a házuk közelében lezuhannak.

## Cselekmény
Luis Sonntag félénk gyerek, az ufológus Armin Sonntag fia, aki felesége halála után özvegy lett, és a szomszédság szegény bolondnak tartja. Ráadásul munkája miatt elhanyagolja Luist, akit az iskolában kötekedők piszkálnak, és családi helyzetét a hirtelen felindulásból felbukkanó igazgató sem nézi jó szemmel. 
Egy olyan napon, mint bármelyik másik, Luis váratlanul találkozik három gumiszerű, alakváltó földönkívülivel, Moggal, Naggal és Wabóval, akik a házuk közelében lezuhannak az űrhajójukkal és hogy visszatérhessenek az anyaűrhajójukra, egy speciális alkatrészre lenne szükségük. Szerencsére kiderül, hogy egy webshop-ból rendelhető masszázsszőnyegről van szó, amit Luis meg tud rendelni nekik. Közben rejtegetnie kell őket az apja elől, mert annak gyerekkorában szörnyű élménye volt egy földönkívüli lénnyel kapcsolatban, ezért is kezdte kutatni őket, akiket azóta is ellenségesnek tart.
Miután így összebarátkoznak vele, úgy döntenek, hogy segítenek Luisnak az iskolai zaklatóval szemben, és magukkal viszik, hogy megakadályozzák, hogy a hátborzongató Miss Sadiker elküldje őt az elátkozott „Békés napok” táborba. Ráadásul a gyámügy is jelentkezik náluk, mert Luis apját alkalmatlannak tartják a gyermeke nevelésére.
De egy beépített földönkívüli rendőr leleplezi, aki minden jelenlévőnek elmondja, hogy Miss Sadiker elkötelezettje a gyermekkönnyek csempészésének (mert a bolygóján azok értékesek), később pedig a szörnyű nő átváltozik egy tontonossá, egy óriási földönkívülivé, aki egyszer megtámadta Louis apját, amikor az még gyerek volt. A fiatal Luison és bandáján múlik, hogy legyőzzék a feltételezett ellenséget.

## Szereplők
|                                                                   | Szereplő       | Eredeti hang    | Magyar hang        |
| ----------------------------------------------------------------- | -------------- | --------------- | ------------------ |
| egy 12 éves fiú, az egyetlen aki tud a földönkívüliek létezéséről | Luis Sonntag   | Callum Maloney  | Berecz Kristóf Uwe |
| Luis apja, megszállottan hisz az űrlényekben                      | Armin Sonntag  | Dermot Magennis | Gyabronka József   |
| a kétszemű, közepes méretű űrlény                                 | Mog            | Ian Coppinger   | Molnár Levente     |
| a magas, egyszemű kék űrlény                                      | Nag            | Paul Tylak      | Szabó Máté         |
| Luis barátnője                                                    | Jennifer       | Lucy Carolan    | Hermann Lilla      |
| Luisék szomszédja, Mr. Winter felesége                            | Mrs. Winter    | Aileen Mythen   | Orosz Anna         |
| Luisék szomszédja, Mrs. Winter férje                              | Mr. Winter     | Paul Tylak      | Zöld Csaba         |
| Luis iskolaigazgatója                                             | Iskolaigazgató | Simon Toal      | Czvetkó Sándor     |
| Mr. és Mrs. Winter bejárónője                                     | Valentina      | Aileen Mythen   | Kocsis Mariann     |
| a nyugirugi reklámszínész                                         | Bill           | Paul Tylak      | Joó Gábor          |

## Megjelenés és fogadtatás
A film premierje 2018. március 2-án volt a Luxembourg City Filmfesztiválon, Németországban pedig április 27-én mutatták be a stuttgarti Animációs Filmfesztiválon. Németországban május 24-én, az Egyesült Királyságban augusztus 24-én került a mozikba. Világszerte összesen 12 632 840 dolláros bevételt hozott.
Általánosságban negatív értékeléseket kapott a kritikusoktól. A Rotten Tomatoes oldalán a film 24%-os minősítést kapott 17 kritika alapján, a Metacritic-en pedig 4 kritika alapján 46 százalékot ért el, ami „vegyes vagy átlagos”-t jelent.

## Fordítás
- Ez a szócikk részben vagy egészben  a   Luis and the Aliens című angol Wikipédia-szócikk fordításán alapul.  Az eredeti cikk szerkesztőit annak laptörténete sorolja fel. Ez a jelzés csupán a megfogalmazás eredetét és a szerzői jogokat jelzi, nem szolgál a cikkben szereplő információk forrásmegjelöléseként.
- Ez a szócikk részben vagy egészben  a   Luis e gli alieni című olasz Wikipédia-szócikk fordításán alapul.  Az eredeti cikk szerkesztőit annak laptörténete sorolja fel. Ez a jelzés csupán a megfogalmazás eredetét és a szerzői jogokat jelzi, nem szolgál a cikkben szereplő információk forrásmegjelöléseként.